# Sannat (Creuse)
Sannat település Franciaországban, Creuse megyében. Lakosainak száma 347 fő (2022. január 1.). Sannat Arfeuille-Châtain, Chambon-sur-Voueize, Évaux-les-Bains, Mainsat, Reterre, Saint-Julien-la-Genête, Saint-Priest és Tardes községekkel határos.

## Népesség
A település népessége az elmúlt években az alábbi módon változott:
| Lakosok száma | 627  | 481  | 432  | 384  | 403  | 368  | 344  | 334  | 339  | 347  |
|               | 1968 | 1982 | 1990 | 2006 | 2013 | 2015 | 2017 | 2019 | 2020 | 2022 |